# Platycercus
Platycercus – rodzaj ptaków z podrodziny dam (Loriinae) w rodzinie papug wschodnich (Psittaculidae).

## Zasięg występowania
Rodzaj obejmuje gatunki występujące w Australii i na Tasmanii.

## Morfologia
Długość ciała 25–37 cm; masa ciała 52–175 g; rozpiętość skrzydeł 44–53 cm.

## Systematyka

### Etymologia
- Platycercus: gr. πλατυκερκος platukerkos „szerokoogonowy, płaskoogonowy”, od πλατυς platus „szeroki”; κερκος kerkos „ogon”[6].
- Hesperopsittacus: gr. ἑσπερος hesperos „zachodni”; ψιττακος psittakos „papuga”[7]. Gatunek typowy: Psittacus icterotis Kuhl, 1820.
- Violania: dr Carlo Violani (ur. 1946), włoski zoolog z Uniwersytetu w Pawii[8]. Gatunek typowy: Psittacus adscitus Latham, 1790.

### Podział systematyczny
Do rodzaju należą następujące gatunki:
- Platycercus icterotis (Temminck & Kuhl, 1820) – rozella żółtolica
- Platycercus eximius (Shaw, 1792) – rozella białolica
- Platycercus venustus (Kuhl, 1820) – rozella żółtawa
- Platycercus adscitus (Latham, 1790) – rozella blada
- Platycercus caledonicus (J.F. Gmelin, 1788) – rozella tasmańska
- Platycercus elegans (J.F. Gmelin, 1788) – rozella królewska